# Alsópetény
Alsópetény es un pueblo ubicado en el condado de Nógrád, Hungría.

## Superficie
Posee una superficie de 19,68 kilómetros cuadrados.

## Demografía
Hasta 2021 la población era de 581 habitantes, con una densidad de población de 29,52 habitantes por kilómetro cuadrado.